# Рио-Верде (Чили)
Рио-Верде (исп. Río Verde) — посёлок в Чили. Административный центр одноимённой коммуны. Население — 35 человек (2002). Посёлок и коммуна входят в состав провинции Магальянес и области Магальянес-и-ла-Антарктика-Чилена.
Территория коммуны —  9975 км². Численность населения — 368 жителей (2007). Плотность населения — 0,04 чел./км².

## Расположение
Посёлок расположен в 67 км на северо-запад от административного центра области города Пунта-Аренас.
Коммуна граничит:
- на северо-востоке — c коммуной Лагуна-Бланка
- на юго-востоке — c коммуной Пунта-Аренас
- на юго-западе — c коммуной Пунта-Аренас
- на северо-западе — c коммуной Наталес

## Демография
Согласно сведениям, собранным в ходе переписи Национальным институтом статистики,  население коммуны составляет 368 человек, из которых 292 мужчины и 76 женщин.
Население коммуны составляет 0,24 % от общей численности населения области  Магальянес-и-ла-Антарктика-Чилена, при этом 100 % относится к сельскому населению.